# 小行星27789
小行星27789（27789 Astrakhan）是一颗绕太阳运转的小行星，为主小行星带小行星。该小行星于1993年1月19日发现。

## 轨道参数
小行星27789的轨道半长轴为459 402 466 km，3.0708721 UA，离心率为0.052。